# Jason Little (auteur)
Pour les articles homonymes, voir Jason Little (homonymie).
Jason Little (né en 1970) est un auteur de bande dessinée américain. Ancien élève de l'Oberlin College, il est surtout connu pour ses histoires mettant en scène la photographe-détective Bee, héroïne des albums Shutterbug Folies (2002) et Motel Art Improvement Service (2005).

## Publications en français
- Motel Art Improvement Service, Akileos, 2011  (ISBN 9782355740862).
- Shutterbug Folies, Akileos, 2012  (ISBN 9782355741012).
- Borb, Aaarg !, coll. « Cabaret », 2015  (ISBN 9782370310415).
- Le Vagin, La Boîte à bulles, 2019  (ISBN 9782849533383).

## Distinctions
- 1998 : Bourse Xeric pour Jack's Luck Runs Out
- 2002 : Prix Ignatz de la meilleure bande dessinée en ligne pour Bee
- 2003 : Prix Ignatz du meilleur auteur pour Shutterbug Folies